# ماری لوندکویست
ماری لوندکویست (انگلیسی: Marie Lundquist؛ زادهٔ ۱۹۵۰) نویسنده روزنامه‌نگار و مترجم اهل سوئد است.

## کتابشناسی - فهرست کتب
- ۱۹۹۲ - من می‌روم و باغم را برای شب جمع می‌کنم
- ۱۹۹۳ - نامه ای به خواب زده‌ها
- ۱۹۹۵ - آستاراخان
- ۱۹۹۷ - به جای حافظه
- ۱۹۹۹ - افسانه ای که روی سنگ نوشته شده‌است
- ۲۰۰۲ - یک داستان ساده
- ۲۰۰۵ - مونولوگ برای یک زن تنها
- ۲۰۰۷ - رؤیای واقعیت، بازتاب‌های عکاسی
- ۲۰۰۸ - کتاب مردگان
- ۲۰۱۳ - تا زمانی که یادم می‌آید تنها بودم

## جوایز
- ۱۹۹۳ - جایزه استیگ کارلسون
- ۱۹۹۵ - جایزه ادبیات روزنامه وی
- ۱۹۹۶ - شاهزاده طلایی
- ۱۹۹۷ - جایزه زمستانی De Nios
- ۱۹۹۹ - جایزه ادبی کارین بوی
- ۲۰۰۰ - جایزه غزل جرارد بونیه
- ۲۰۰۲ - جایزه غزلیات رادیو سوئد
- ۲۰۰۸ - جایزه شعر دنیو
- ۲۰۱۳ - بورسیه از صندوق یادبود لنا وندلفلت
- ۲۰۱۵ - جایزه آسپنستروم